# Saison 2020 de l'équipe cycliste Sunweb
La saison 2020 de l'équipe cycliste Sunweb est la seizième de cette équipe.

## Coureurs et encadrement technique

### Arrivées et départs
| Coureur         | Provenance                   | Durée contrat |
| --------------- | ---------------------------- | ------------- |
| Thymen Arensman | Neo-pro (SEG Racing Academy) | 2020-2022     |
| Tiesj Benoot    | Lotto-Soudal                 | 2020-2022     |
| Alberto Dainese | Neo-pro (SEG Racing Academy) | 2020-2023     |
| Mark Donovan    | Neo-pro (Wiggins Le Col)     | 2020-2022     |
| Nico Denz       | AG2R La Mondiale             | 2020-2021     |
| Nils Eekhoff    | Neo-pro (Sunweb Development) | 2020-2022     |
| Felix Gall      | Neo-pro (Sunweb Development) | 2020-2022     |
| Martin Salmon   | Neo-pro (Sunweb Development) | 2020-2021     |
| Jasha Sütterlin | Movistar                     | 2020-2021     |
| Ilan Van Wilder | Neo-pro (Lotto-Soudal U23)   | 2020-2022     |

| Coureur             | Nouvelle équipe     | Durée contrat |
| ------------------- | ------------------- | ------------- |
| Jan Bakelants       | Circus-Wanty Gobert | 2020          |
| Roy Curvers         | Retraite            |               |
| Tom Dumoulin        | Jumbo-Visma         | 2020-2022     |
| Johannes Fröhlinger | Retraite            |               |
| Lennard Kämna       | Bora-Hansgrohe      | 2020-2021     |
| Louis Vervaeke      | Alpecin-Fenix       | 2020          |
| Max Walscheid       | NTT Pro Cycling     | 2020-2021     |

### Effectif de cette saison
| Coureur         | Date de Nais.             | Equipe en 2019     | Cont. | V |
| --------------- | ------------------------- | ------------------ | ----- | - |
| Thymen Arensman | 4 décembre 1999 (21 ans)  | SEG Racing Academy | 2022  | 0 |
| Nikias Arndt    | 18 novembre 1991 (29 ans) | Sunweb             | 2021  | 0 |
| Tiesj Benoot    | 11 mars 1994 (26 ans)     | Lotto-Soudal       | 2022  | 1 |
| Cees Bol        | 27 juillet 1995 (25 ans)  | Sunweb             | 2022  | 1 |
| Alberto Dainese | 25 mars 1998 (22 ans)     | SEG Racing Academy | 2023  | 1 |
| Nico Denz       | 15 février 1994 (26 ans)  | AG2R La Mondiale   | 2021  | 1 |
| Mark Donovan    | 3 avril 1999 (21 ans)     | Wiggins Le Col     | 2022  | 0 |
| Nils Eekhoff    | 23 janvier 1998 (22 ans)  | Sunweb Development | 2022  | 0 |
| Felix Gall      | 27 février 1998 (22 ans)  | Sunweb Development | 2022  | 0 |
| Chad Haga       | 26 août 1988 (32 ans)     | Sunweb             | 2021  | 0 |
| Chris Hamilton  | 18 mai 1995 (25 ans)      | Sunweb             | 2021  | 0 |
| Jai Hindley     | 5 mai 1996 (24 ans)       | Sunweb             | 2021  | 4 |
| Marc Hirschi    | 24 août 1998 (22 ans)     | Sunweb             | 2021  | 2 |
| Max Kanter      | 22 octobre 1997 (23 ans)  | Sunweb             | 2021  | 0 |
| Wilco Kelderman | 25 mars 1991 (29 ans)     | Sunweb             | 2020  | 0 |

| Coureur                | Date de Nais.              | Equipe en 2019     | Cont. | V |
| ---------------------- | -------------------------- | ------------------ | ----- | - |
| Asbjørn Kragh Andersen | 9 avril 1992 (28 ans)      | Sunweb             | 2021  | 0 |
| Søren Kragh Andersen   | 10 août 1994 (26 ans)      | Sunweb             | 2022  | 4 |
| Michael Matthews       | 26 septembre 1990 (30 ans) | Sunweb             | 2020  | 1 |
| Joris Nieuwenhuis      | 11 février 1996 (24 ans)   | Sunweb             | 2022  | 0 |
| Sam Oomen              | 15 août 1995 (25 ans)      | Sunweb             | 2020  | 0 |
| Casper Pedersen        | 15 mars 1996 (24 ans)      | Sunweb             | 2021  | 1 |
| Robert Power           | 11 mai 1995 (25 ans)       | Sunweb             | 2020  | 0 |
| Nicolas Roche          | 3 juillet 1984 (36 ans)    | Sunweb             | 2021  | 0 |
| Martin Salmon          | 29 octobre 1997 (23 ans)   | Sunweb Development | 2021  | 0 |
| Michael Storer         | 28 février 1997 (23 ans)   | Sunweb             | 2021  | 0 |
| Florian Stork          | 27 avril 1997 (23 ans)     | Sunweb             | 2022  | 0 |
| Jasha Sütterlin        | 4 novembre 1992 (28 ans)   | Movistar           | 2021  | 0 |
| Martijn Tusveld        | 9 septembre 1993 (27 ans)  | Sunweb             | 2021  | 0 |
| Ilan Van Wilder        | 14 mai 2000 (20 ans)       | Lotto-Soudal U23   | 2022  | 0 |

## Bilan de la saison

### Victoires sur la saison
| #  | Date         | Course                              | Catégorie        | Vainqueur            | Pays      | Lieu                 |
| -- | ------------ | ----------------------------------- | ---------------- | -------------------- | --------- | -------------------- |
| 1  | 5 février    | 1re étape du Herald Sun Tour        | UCI Oceania Tour | Alberto Dainese      | Australie | Shepparton           |
| 2  | 6 février    | 2e étape du Herald Sun Tour         | UCI Oceania Tour | Jai Hindley          | Australie | Falls Creek          |
| 3  | 8 février    | 4e étape du Herald Sun Tour         | UCI Oceania Tour | Jai Hindley          | Australie | Mont Buller          |
| 4  | 9 février    | Herald Sun Tour, classement général | UCI Oceania Tour | Jai Hindley          | Australie |                      |
| 5  | 21 février   | 3e étape du Tour de l'Algarve       | UCI ProSeries    | Cees Bol             | Portugal  | Tavira               |
| 6  | 11 mars      | 4e étape de Paris-Nice (ITT)        | UCI World Tour   | Søren Kragh Andersen | France    | Saint-Amand-Montrond |
| 7  | 13 mars      | 6e étape de Paris-Nice              | UCI World Tour   | Tiesj Benoot         | France    | Apt                  |
| 8  | 25 août      | Bretagne Classic                    | UCI World Tour   | Michael Matthews     | France    | Plouay               |
| 9  | 10 septembre | 12e étape du Tour de France         | UCI World Tour   | Marc Hirschi         | France    | Sarran               |
| 10 | 12 septembre | 14e étape du Tour de France         | UCI World Tour   | Søren Kragh Andersen | France    | Lyon                 |
| 11 | 17 septembre | 2e étape du Tour de Slovaquie       | UCI Europe Tour  | Nico Denz            | Slovaquie | Banská Bystrica      |
| 12 | 18 septembre | 19e étape du Tour de France         | UCI World Tour   | Søren Kragh Andersen | France    | Champagnole          |
| 13 | 30 septembre | Flèche wallonne                     | UCI World Tour   | Marc Hirschi         | Belgique  | Mur de Huy           |
| 14 | 2 octobre    | 4e étape du BinckBank Tour (ITT)    | UCI World Tour   | Søren Kragh Andersen | Belgique  | Riemst               |
| 15 | 11 octobre   | Paris-Tours                         | UCI ProSeries    | Casper Pedersen      | France    | Tours                |
| 16 | 22 octobre   | 18e étape du Tour d'Italie          | UCI World Tour   | Jai Hindley          | Italie    | Laghi di Cancano     |

### Victoires sur les classements annexes
| Date         | Course                                   | Catégorie        | Vainqueur    | Pays      |
| ------------ | ---------------------------------------- | ---------------- | ------------ | --------- |
| 9 février    | Herald Sun Tour, classement par points   | UCI Oceania Tour | Jai Hindley  | Australie |
| 9 février    | Herald Sun Tour, classement par équipe   | UCI Oceania Tour | [ N 1 ]      | Australie |
| 14 mars      | Paris-Nice, classement par points        | UCI World Tour   | Tiesj Benoot | France    |
| 14 mars      | Paris-Nice, classement par équipe        | UCI World Tour   | [ N 2 ]      | France    |
| 14 septembre | Tirreno-Adriatico, classement par équipe | UCI World Tour   | [ N 3 ]      | Italie    |
| 14 septembre | Tour de France, prix du super-combatif   | UCI World Tour   | Marc Hirschi | France    |